# Pohorelská Maša (przystanek kolejowy)
Pohorelská Maša – przystanek kolejowy na linii kolejowej 172 Banská Bystrica – Červená Skala na Słowacji. Znajduje się we wschodniej części wsi Pohorelá w kraju bańskobystrzyckim, w jej przemysłowej osadzie zwanej Pohorelská Maša.